# Claringbullite
La claringbullite è un minerale.